# Newman (Kalifornija)
Newman je grad u američkoj saveznoj državi Kalifornija. Prema popisu stanovništva iz 2010. u njemu je živjelo 10.224 stanovnika.